# Język tamaszek
Język tamaszek (tamaszeq, także tuareg, tuareski) – język z południowej gałęzi języków berberskich, używany w Afryce na rozległych obszarach Mali, Nigru, Algierii, Libii i Burkina Faso. Rozpada się na cztery dialekty, przez SIL International uznawanych za osobne języki (mówi się wtedy o grupie języków tamaszek/tuareskich): tamahaq (Algieria, tamajaq (Niger), tamajeq (Niger) i tamasheq (Mali). Wywarł silny wpływ na nilo-saharyjskie języki songhaj. Obok języka tamazight jest jednym z dwóch najważniejszych języków Berberów, używanych jako wspólny, ponadregionalny środek komunikacji.
Zapisywany bywa berberskim alfabetem tifinagh, jednak do jego zapisu częściej stosuje się pismo arabskie lub (w Mali i Nigrze) alfabet łaciński.

## Klasyfikacja języka tamaszek

### Grupa północna
- tahaggart tamahaq

### Grupa południowa
- tawallammat tamajaq
- tayart tamajeq
- tamasheq